# Vinruta
Vinruta (Ruta graveolens), även tidigare trädgårdsruta, är en flerårig halvbuske inom vinrutesläktet inom växtfamiljen vinruteväxter. Växten kommer ursprungligen från medelhavsområdet och har historiskt använt som medicinalväxt. Den var tidigare allmänt förekommande i kryddodlingar och som läkeväxt i olika delar av Europa.

## Biologi
Växten är en mellan 30 och 60 centimeter hög perenn och halvbuske. De små och körtellika bladen är mångflikiga, dubbelt parbladiga och blå- eller grågröna. De gulgröna och toppställda blommorna växer i knippen och har vardera fyra till fem kronblad. Blomningen sker från juli till september. Efter blomningen bildas en frukt, som är en kapsel med en stor mängd frön.

### Giftighet
Vinruta är rik på olika flavonoider, alkaloider, fenoler, kumarin, tannin och saponin, egenskaper som åtminstone historiskt i delar av världen utnyttjas i medicinskt syfte.  
Eteriska oljor är ymnigt förekommande i de olika delarna av växten (liksom i många andra vinruteväxter). Detta leder till en stark doft och smak, liksom risk för fotosensitiv hudreaktion hos känsliga personer. I växtdelarna ovan jord finns glykosiden rutin, vilken kan förorsaka allergiska symptom. Furanokumariner i plantan kan vidare förorsaka hudirritation i samband med solljus (jämför jätteloka med samma egenskap och innehåll av furanokumarin). Den irriterande oljan är särskilt koncentrerad till bladen.
Högt intag av delar av växten kan framkalla kräkning, abort och gastroenterit. Andra effekter kan inkludera blödningar och leverskador.

## Utbredning och användning

### Utbredning
Vinruta antas ha medelhavsområdet alternativt Balkanhalvön som naturlig hemvist. Den blev tidigt använd i trädgårdsodlingar som krydda eller medicinalväxt.

### Äldre historia
Som krydda användes vinruta föga i antikens Grekland, men den kom till större användning i Romarriket. Där användes den bland annat som ersättning till persilja, liksom som krydda i honungssötat vin. Växtens koppling till vinkryddning syns även i det svenska trivialnamnet vinruta, i svensk skrift sedan 1535.
Vinrutan hade högt anseende som växt med olika slags krafter redan under antiken. Detta gällde inte minst de starkt aromatiska bladen som använts i färskt eller torkat skick. Den blev med tiden betraktad som en sorts universalmedel mot olika slags krämpor, inklusive inom folkmedicinen. Bland annat nyttjades den tydligt bittersmakande växten som skydd mot pest, kolera och epilepsi som hämmande preparat mot sexuell lust (för munkar och nunnor) och för fosterfördrivning. Hippokrates omnämnde växtens användbarhet i samband med behandling av "lung- och gynekologiska tillstånd", men senare forskning har kommit till slutsatsen att växten inte kan vara effektiv som abortmedel på egen hand.
Senare har eteriska oljor eller bladextrakt från växten – i bland annat Mellanöstern – använts som del av behandlingar av huvudvärk vid förkylning, demens, öronvärk, olika ögonåkommor (via antiinflammatorisk verkan), magont, inälvsmask, andningsproblem och mensproblem. Vissa forskare eller författare har omnämnt växten som ett antimikrobiellt medel, medel mot canser och inflammationer av olika slag.
Dessutom har växten tillskrivits magiska krafter, och att stänka vigvatten med vinruta var ett traditionellt sätt att "driva ut djävulen" under den katolska högmässan. Växten nyttjades till att skrämma bort skorpioner.
Växten har vidare nyttjats som brännvinskrydda, något som numera avrådes ifrån.

### Senare tid
Vinrutans tydliga bitterhet gör att de flesta människor inte anses uppskatta den som ingrediens i mat. Trots detta har växten åtminstone historiskt kommit till användning i både mat och som smaksättning av drycker.

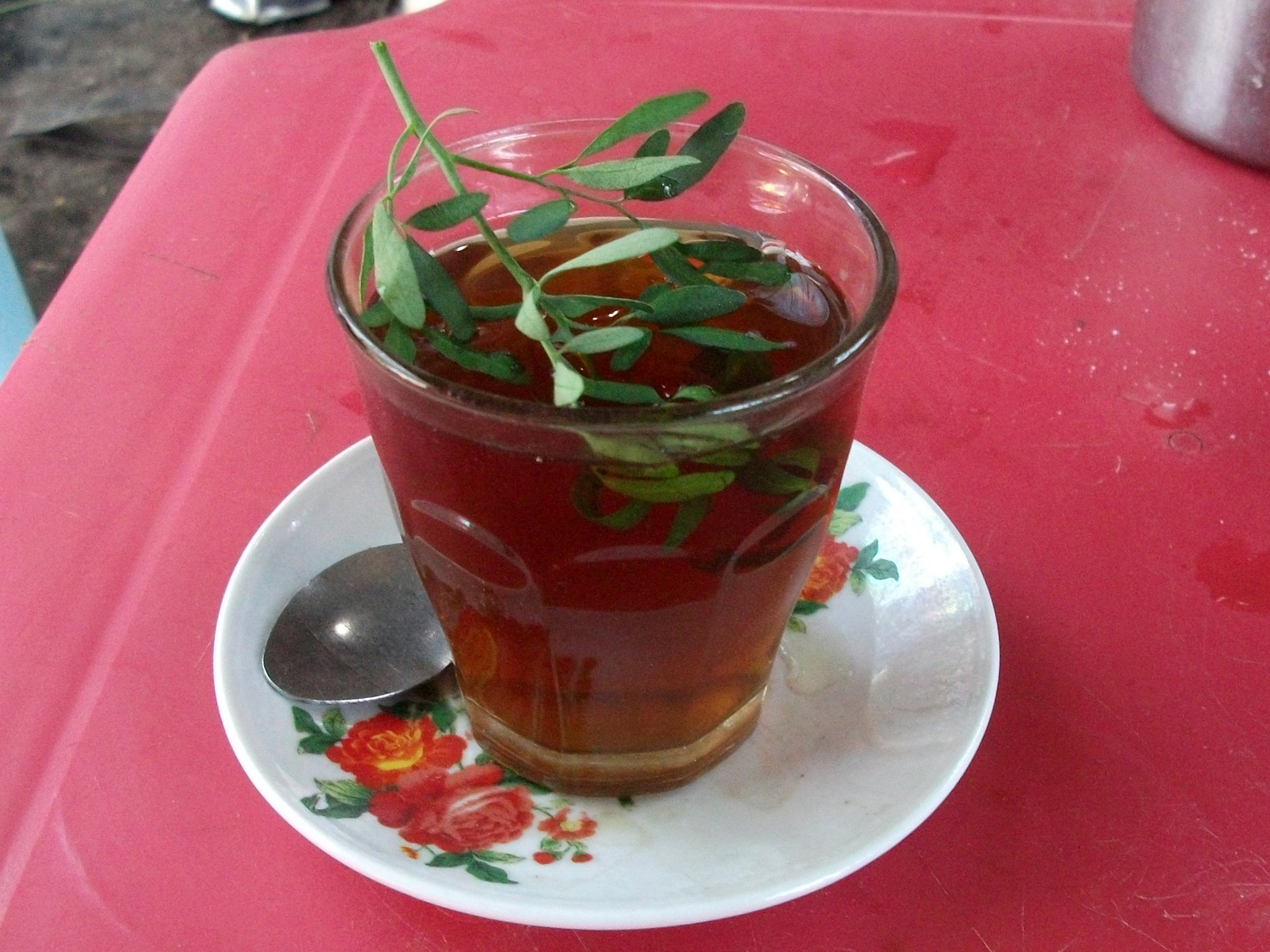
Vinrutekvistar i etiopiskt te.

Torkade vinrutefrukter nämns ofta som en av ingredienserna i den etiopiska och eritreanska kryddblandningen berbere. Växten har även i senare tid kommit till användning som krydda i etiopiskt te eller kaffe.
Vinruta kan även användas som prydnadsväxt. Den ses ibland i den rollen även i svenska trädgårdar. Den starka doften från bladen gör att dessa har använts i olika slags insektsfördrivande medel.

## Folktro och kultur
Vinrutan har gula blommor, men en ukrainsk legend anger att de under midsommarnatten, inför Johannes Döparens dag, blir röda. "Tjervona ruta" (röda vinrutan) sägs ge lycka åt den som kan finna den. En populär ukrainsk sång med denna titel skrevs 1968 av Volodymyr Ivasiuk och har gjorts känd av artister som Sofija Rotaru och gruppen "Smeritjka" (1971).

## Synonymer
Ruta altera Mill.
Ruta ciliata Mill.
Ruta divaricata Ten.
Ruta graveolens subsp. divaricata (Ten.) P.Fourn.
Ruta graveolens subsp. hortensis (Mill.) P.Fourn.
Ruta hortensis Mill.

## Galleri

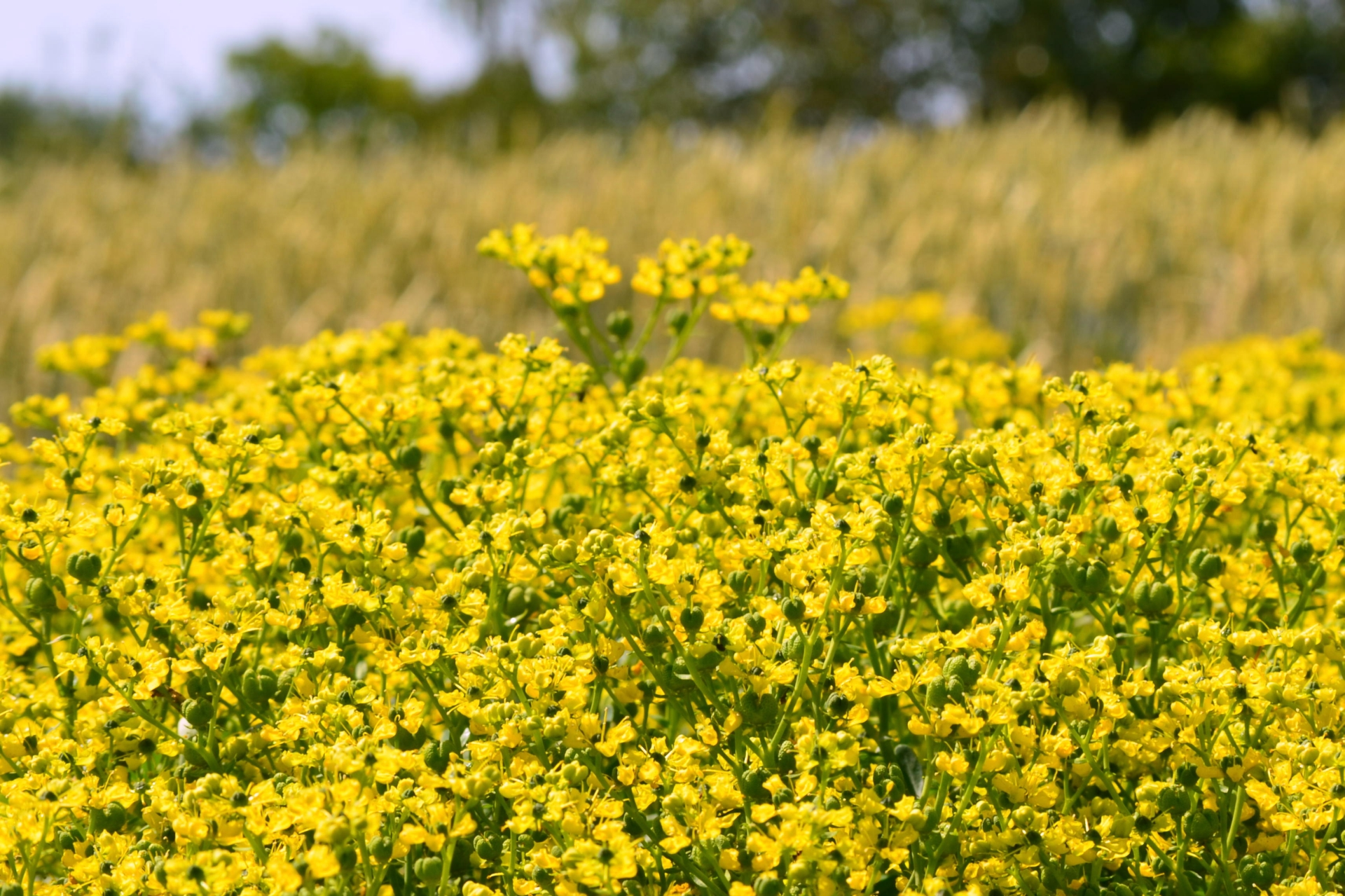
Blommande vinruta.
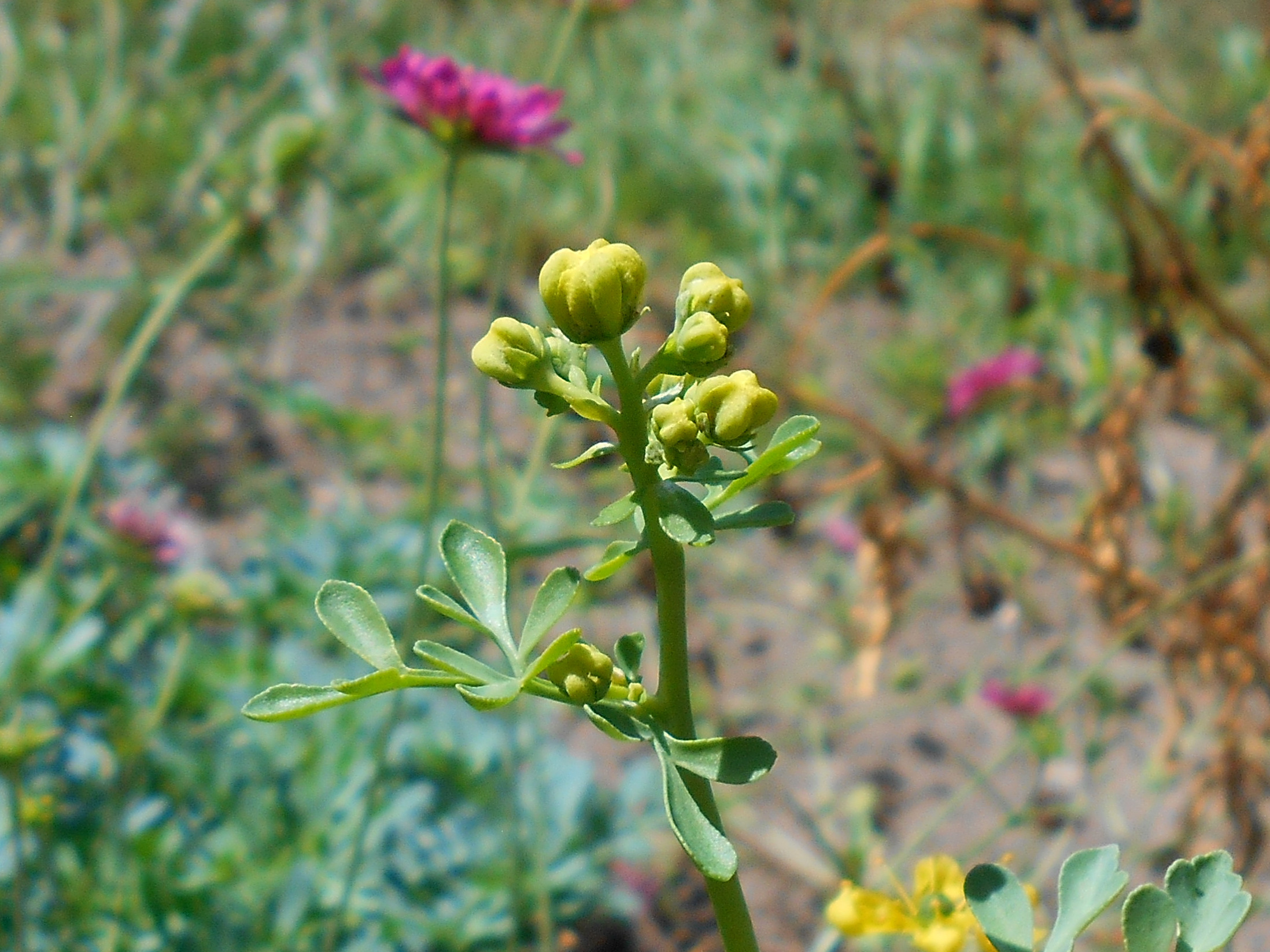
Vinruta i botanisk trädgård i polska Lublin.
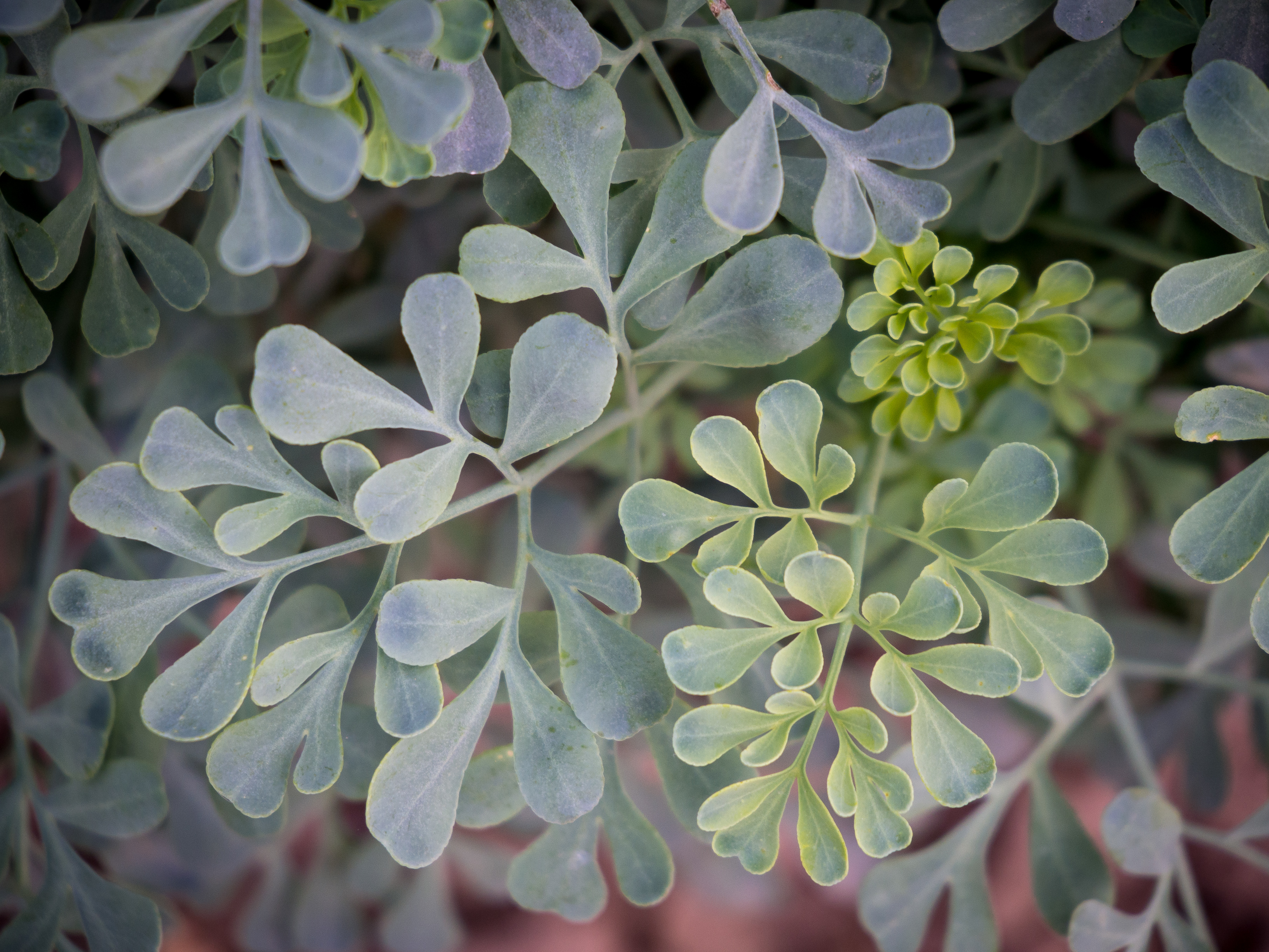
Bladen på växten.